# 伊予鐵道

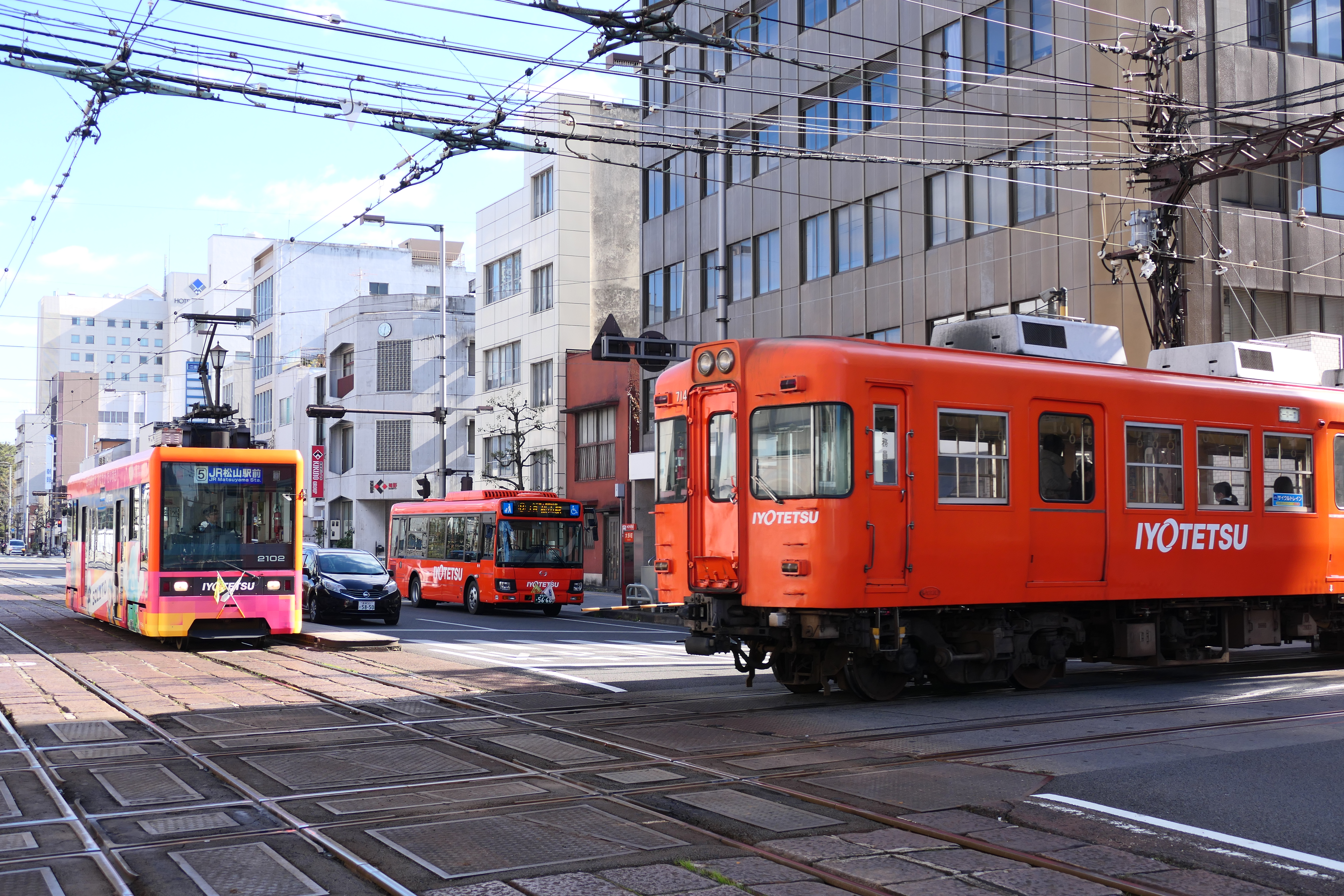
大手町站外，高濱線与松山市内线的大手町线垂直交叉形成的正交道口

伊予鐵道股份有限公司（日语：伊予鉄道株式会社），簡稱伊予鐵道，是一個以日本愛媛縣松山市為中心的鐵路、路面電車與道路客運（包括中予地方的路線巴士、出租巴士）業者，當地人經常使用伊予鐵（いよてつ；Iyotetsu）的暱稱稱呼之。伊予鐵道同時也是經營範圍包括百貨公司、旅行社、觀光相關、汽車維修、人力仲介等產業的伊予鐵集團（伊予鉄グループ）之核心企業。總公司位於愛媛縣松山市湊町四丁目4番地1號。

## 歷史

### 開業～1945年
- 1887年9月14日：伊予鐵道正式成立。
- 1888年10月28日：外側站～三津站間的鐵道線開業。為四國初之鐵道路線。
- 1892年5月1日：路線由三津伸延至高濱，高濱線全通。
- 1893年5月7日：平井河原線外側～平井河原間開業。
- 1895年8月22日：道後鐵道古町～道後～松山間開業。
- 1896年：

- 1月26日：森松線開業。
- 7月4日：南予鐵道藤原～郡中間開業。

- 1899年10月4日：平井河原線由平井河原伸延至橫河原，並改稱為「橫河原線」，全通。
- 1900年5月1日：道後鐵道、南予鐵道合併。所屬路線改稱為道後線及郡中線。
- 1911年8月8日：道後線改軌距為1,067mm並電化。
- 1916年12月31日：與伊予水力電氣合併，改稱為「伊予鐵道電氣」[1]。
- 1921年4月1日：與松山電氣軌道合併。
- 1923年6月30日：原松山電氣軌道線改軌，由1,435mm標準軌改為1,067mm窄軌。
- 1925年12月1日：與宇和水電合併，合併後名稱保留[2]。
- 1927年11月1日：原松山電氣軌道線萱町～江口間停止營業。
- 1931年：

- 5月1日：高濱線電化。
- 10月6日：橫河原線、森松線改軌為1,067mm。

- 1935年11月4日：梅津寺遊樂場開幕。
- 1937年7月22日：郡中線改軌為1,067mm。
- 1939年5月10日：郡中～郡中港伸延開業。郡中線全通。
- 1942年4月1日：將發電事業轉售予四国電力，另重新設立「伊豫鐵道」管理鐵軌道事業。
- 1944年：

- 1月1日：收購合併「三共自動車」，開始經營巴士事業。
- 12月5日：接收由瀨戶內内運輸的松山～湯谷口等2條路線。

- 1945年：

- 2月21日：受不要不急線指令，高濱線全線改為單線化。
- 7月26日：受松山大空襲影響，本社事務所、主要車站、車輛工場等受到嚴重破壞，鐵道、軌道及巴士全部停駛。
- 7月27日：鐵道郊外各線重開。
- 8月1日：巴士全線重開。
- 8月20日：城北線重開。
- 9月8日：城南線重開。

### 1946年～2000年
- 1947年3月25日：花園線開業，松山市内线全通。
- 1950年5月10日：郡中線電化。
- 1951年1月9日：開始經營出租巴士業務。
- 1952年2月5日：松山市內線採用50系電車行走。
- 1954年2月1日：橫河原線、森松線柴油列車化，蒸汽機車退役。
- 1956年：

- 加入為極東航空地域總代理、各種與松山機場相關的銷售正式開始。
- 8月15日：鐵道提取貨物服務廢止。

- 1958年4月1日：600系電車開始運行。
- 1963年4月1日：梅津寺遊園地翻新完畢、改稱梅津寺公園重新開園。
- 1965年12月1日：森松線廢線。
- 1967年：

- 6月10日：橫河原線松山市站～平井站間電化。
- 10月1日：橫河原線平井站～橫河原站間電化。

- 1969年：

- 7月1日：獲注資10億日圓。
- 9月1日：設立百貨店準備會社「伊予鐵百貨店」。
- 12月1日：松山市內線启用環狀运行路线。

- 1971年7月：松山市站總站百貨店「伊予鐵崇光」開業。
- 1981年8月10日：高濱線與橫河原線之間的直通運轉開始。
- 1991年8月1日：郡中線更改行車時間表；高濱線、橫河原線改為日中15分鐘間距，松山市站的路線接駁得到改善。
- 1993年6月12日：鐵道線採用CTC。
- 1994年：

- 3月21日：巴士導入磁氣式的「Bus-card」。
- 3月23日：鐵道線開始使用ATS（但城北線除外）。
- 9月11日：「E-card」改用於市內線電車。

- 1995年1月15日：610系電車投入服務；600系電車引退。
- 1998年2月1日：鐵道線可以使用「E-card」。
- 1998年7月18日：古町站～衣山站間之高架工事完成。

### 2001年起
- 2001年10月12日：松山市內線“少爷列车（坊っちゃん列車）”投入服務。
- 2002年3月19日：2100形（日语：伊予鉄道モハ2100形電車）超低床電車運行開始。
- 2003年：上一萬站～道後溫泉站間專用軌道化工程完成。
- 2004年3月1日：開進進行始採用IC卡的實証實驗。實驗期至同年8月31日之184日間。
- 2004年4月25日：道後公園站月台整備工程完成，該站沒有了軌道線的安全地帶。
- 2005年8月23日：日本初的電車、巴士共通IC卡「E-card（日语：ICい〜カード）」正式導入。也引入了為手提電話非接觸式付款的「iModeFeliCa（日语：iモードFeliCa），為全國首例。
- 2005年：

- 10月31日：磁氣版E-card停止販賣（最後利用期則至2006年10月31日）。
- 11月1日：定期券IC卡化。與日本航空提攜的「JAL Mile Shopping IC E-card」（JALマイレージバンクICい～カード）開始使用。

- 2006年4月：公佈森本惇社長退任。
- 2006年：

- 9月1日：伊予鐵道的關連店可以使用IC E-card付款。
- 11月1日 停用磁氣式E-card、儲存式車費系統（ストアードフェアシステム）與IC card方式一體化。原有的磁氣式E-card餘額可轉換至IC E-card內。

- 2007年2月1日：奧道後、湯之山New Town～松山空港間的52・53號巴士系統開始使用天然氣巴士（日语：天然ガス自動車）。
- 2013年：

- 7月25日：伊予鐵信用咭服務（原收購自「日専連愛媛」）完全子公司化。
- 12月17日：位於東溫市、原伊予巴士訓練中心的「伊予鐵東溫太陽能發電所」正式營運，71年來再次涉及電力供應事業。

- 2014年：

- 2月16日：因應IC卡普及，松山市站站內的閘機全部撤走，普通車票改為非磁性車票。
- 2月28日：松山市站及古町站內原屬子公司的便利商店全部閉店，後來改由7-11進駐。

- 2015年：

- 3月1日：市內電車加入了英語的車內廣播。
- 5月25日：採用以橙字英文「IYOTETSU」為新的商標，同時宣佈一系列改革，包括將陸續將車隊換換車身顏色為橙色、鐵路車站站牌更新及加入英語標示及車站編號。

- 2024年12月25日，伊予鐵旗下的伊予鐵巴士（日语：伊予鉄バス）開始進行全日本首條自動駕駛等級達4的自動駕駛巴士（日语：自動運転バス）路線的商業運轉[5][6][7][8][9]。

- 2025年:

- 2月21日，伊予鐵時隔67年再度引進新型的城際電車伊予鐵道7000系電聯車，並在松山市站舉行首發典禮。同時伊予鐵預計到2027年為止引進共18輛7000的電聯車，並逐步汰換老舊的伊予鐵道700系電聯車。
- 3月18日：伊予鐵內所有郊外鐵道線均可使用ICOCA及全國交通系IC卡。
- 9月：停用自家IC卡「E-card」。

## 路線

### 鐵道線
伊予鐵道稱鐵道線為「郊外電車」。

#### 現行路線
| 中文線名 | 日文線名 | 起點           | 終點           | 距離（公里） |
| -------- | -------- | -------------- | -------------- | ------------ |
| 高濱線   |          | 高濱（IY01）   | 松山市（IY10） | 9.4          |
| 橫河原線 |          | 松山市（IY10） | 橫河原（IY24） | 13.2         |
| 郡中線   |          | 松山市（IY10） | 郡中港（IY35） | 11.3         |

#### 廢止路線
- 森松線（日语：森松線）：伊予立花站～森松站（日语：森松駅）

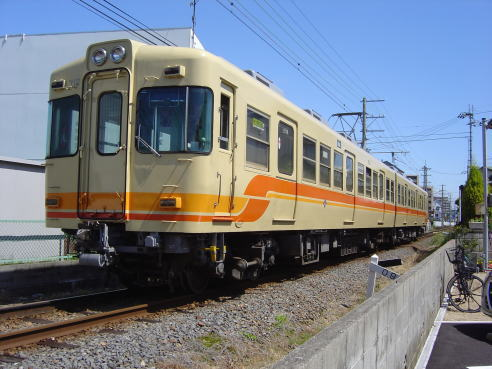
700系列车（2005年，鎌田站附近）
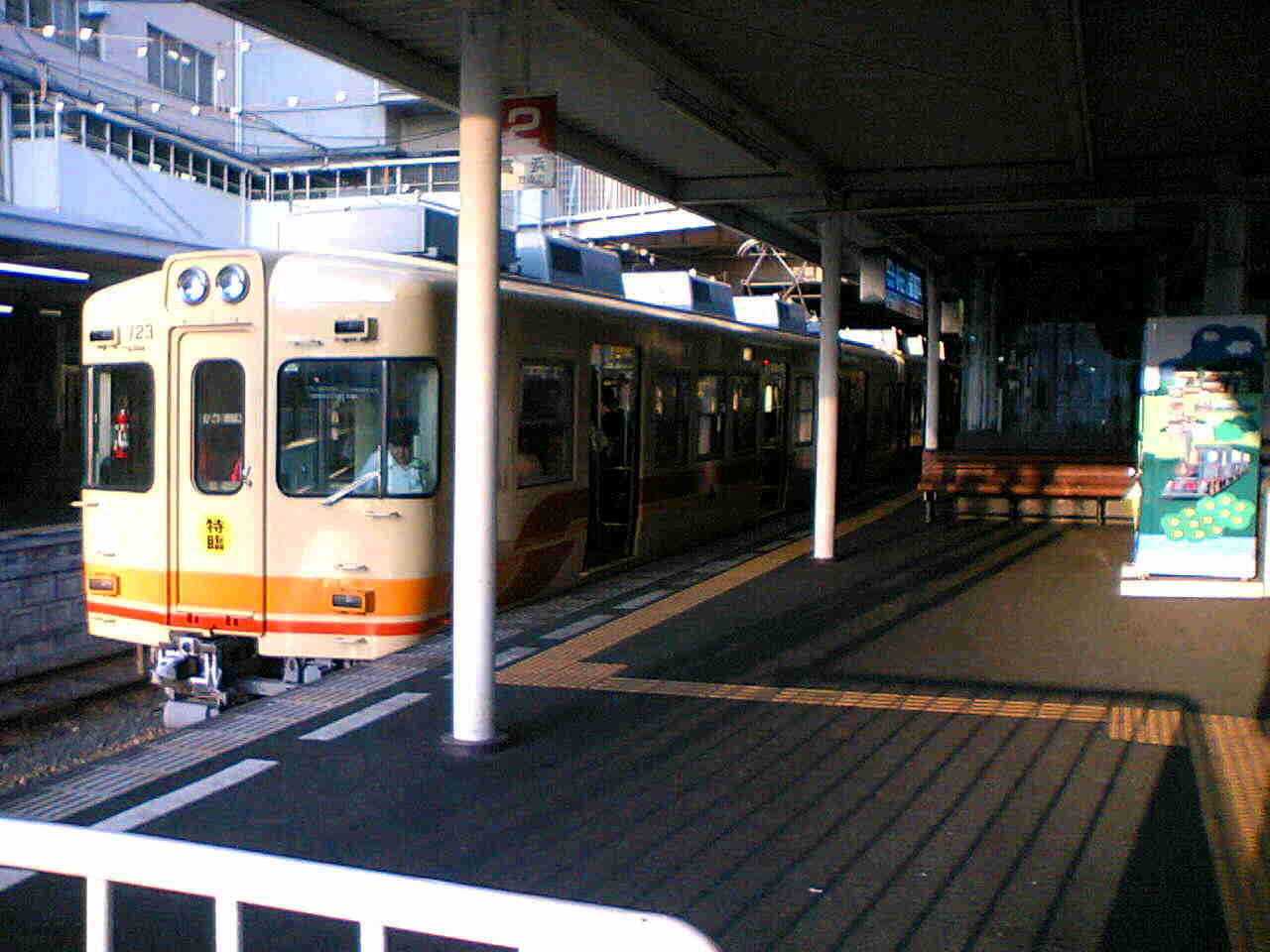
由700系列車担当的花火大會特別臨時列車停靠在松山市站（2006年7月）
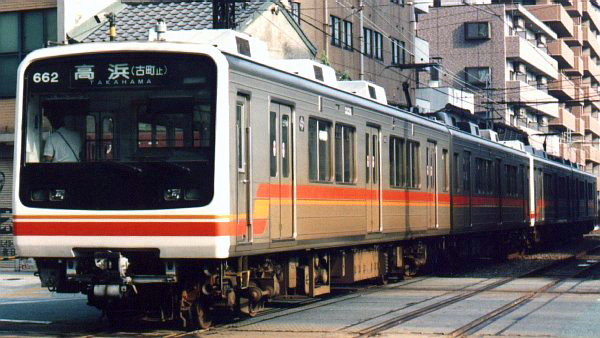
610系列車（2003年，大手町站附近）
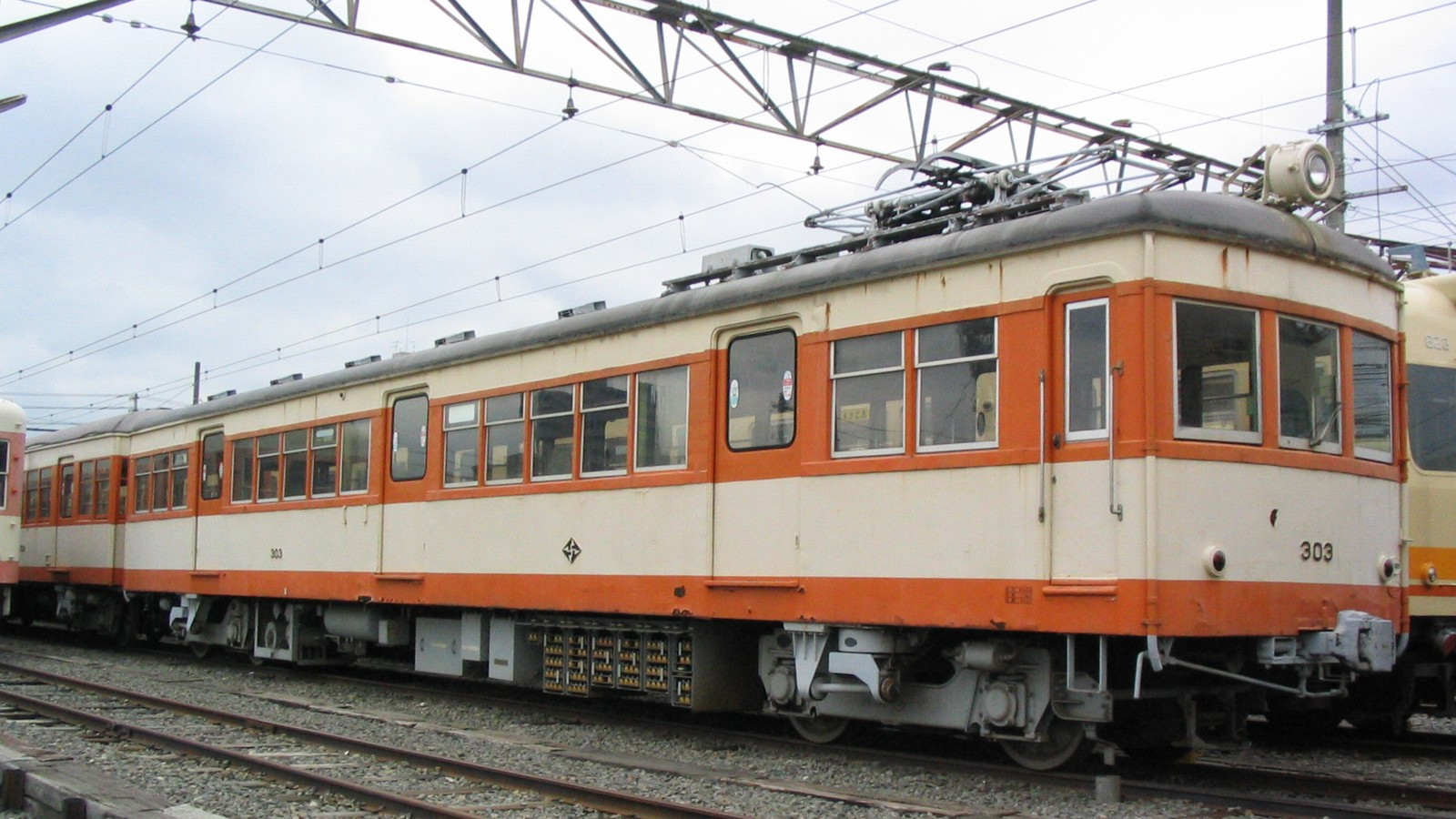
已退役的300系列車（2003年12月攝於古町車庫）
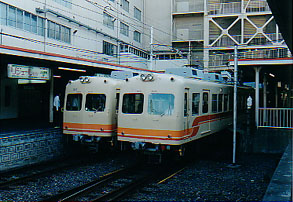
已退役的800系列車（2001年攝於松山市站）

### 軌道線
即松山市的路面電車，統稱為「松山市內線」。下表中为少爺列車。

#### 实际路线
| 中文線名 | 中文線名           | 日文線名 | 距離（公里） | 停靠系統 | 停靠系統 | 停靠系統 | 停靠系統 | 停靠系統 | 停靠系統 | 路段                     | 電停數 |
| -------- | ------------------ | -------- | ------------ | -------- | -------- | -------- | -------- | -------- | -------- | ------------------------ | ------ |
| 鐵道     | 城北線             |          | 2.7          | 1號線    | 2號線    |          |          |          |          | 古町－平和通一丁目       | 9      |
| 軌道     | 城南線             |          | 3.5          | 1號線    | 2號線    | 3號線    | 5號線    | 6號線    | 少爺列車 | 道後溫泉－西堀端         | 11     |
| 軌道     | 城南線（聯絡支線） |          | 0.1          | 1號線    | 2號線    |          |          |          |          | 平和通一丁目－上一萬     | 2      |
| 軌道     | 本町線             |          | 1.5          |          |          |          |          | 6號線    |          | 西堀端－本町六丁目       | 5      |
| 軌道     | 大手町線           |          | 1.4          | 1號線    | 2號線    |          | 5號線    |          | 少爺列車 | 古町－JR松山站前－西堀端 | 5      |
| 軌道     | 花園線             |          | 0.4          | 1號線    | 2號線    | 3號線    |          | 6號線    | 少爺列車 | 松山市站－南堀端         | 2      |

#### 运营形态
| 系統     | 運行路段                                                                 | 電停數 | 運行班次                        |
| -------- | ------------------------------------------------------------------------ | ------ | ------------------------------- |
| 1號線    | 顺时针循环线 松山市站 → JR松山站前 → 木屋町 → 鉄砲町 → 大街道 → 松山市站 | 21     | 10分/班                         |
| 2號線    | 逆时针循环线 松山市站 → 大街道 → 鐵砲町 → 木屋町 → JR松山站前 → 松山市站 | 21     | 10分/班                         |
| 3號線    | 松山市站－大街道－道後溫泉                                               | 11     | 10分/班                         |
| 5號線    | JR松山站前－大街道－道後溫泉                                             | 13     | 10分/班                         |
| 6號線    | 松山市站、南堀端、西堀端、本町三丁目、本町四丁目、本町五丁目、本町六丁目 | 7      | 40分/班                         |
| 少爺列車 | 路由（松山市站、大街道、道後溫泉）                                       | 3      | 周六日、节假日开行，每日3班往返 |
| 少爺列車 | 路由（古町、JR松山站前、大街道、道後溫泉）                               | 4      | 周六日、节假日开行，每日1班往返 |

## 車輛

### 軌道線
松山市内线曾有的事業用電動貨車モニ30形（30・31）现已退役，目前线内运营的列车均为營業用列车，其中常规列车包括 モハ50形（51・52・54・66・69・70・72・75~78）、モハ2000形（2002～2006）、モハ2100形（2101～2110）和 モハ5000形（5001～5010），而“少爺列車”则由D1形機關車（1號）、D2形機關車（14號）、ハ1形客車（1・2）和ハ31形客車（31）组成 D1＋ハ1 和 D2＋ハ31 两列车。
在松山市内线的總站松山市站，因為由到站路線轉移到發車路線的空間限制，難以導入廣島電鐵、熊本市交通局等采用的關節式（聯結）列車，因此ALNA車輛（浪速車輛）特別開發出单节编组的モハ2100形和モハ5000形「低底盤式軌道電車」，二者均配属10列，以每年兩列的速度投入服務。モハ2100形额定载客量47人，首列车于2002年3月竣工，最后一列于2007年3月竣工；モハ5000形额定载客量60人，首列车于2017年竣工，最后一列于2022年竣工。

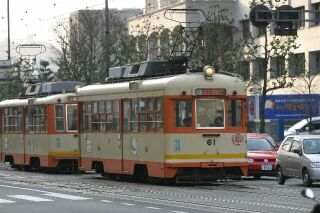
（攝於2004年2月）
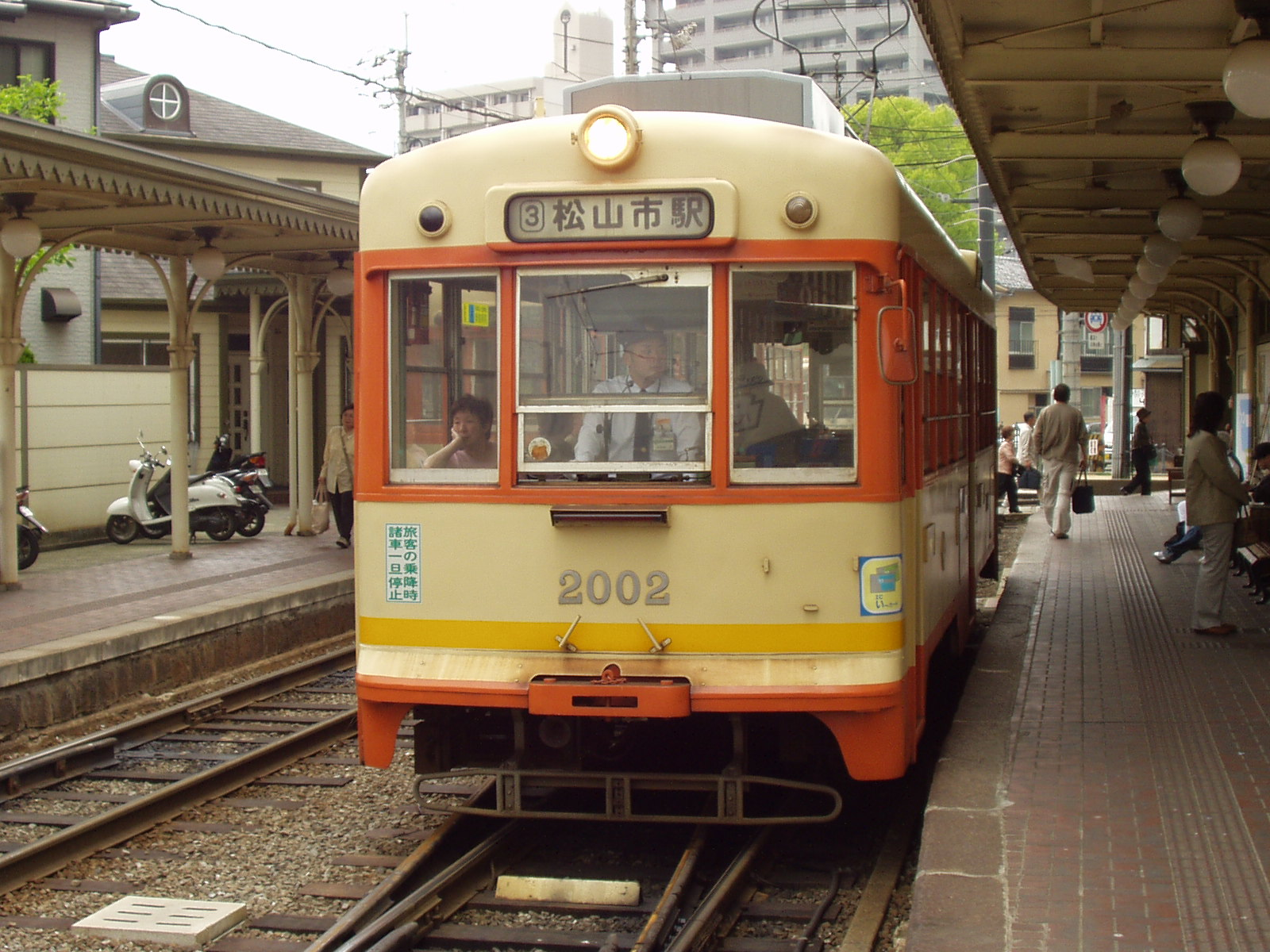
（攝於2006年5月）
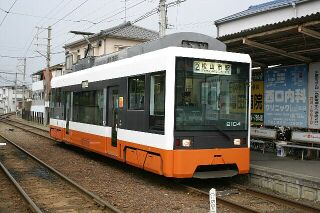
（攝於2004年2月）
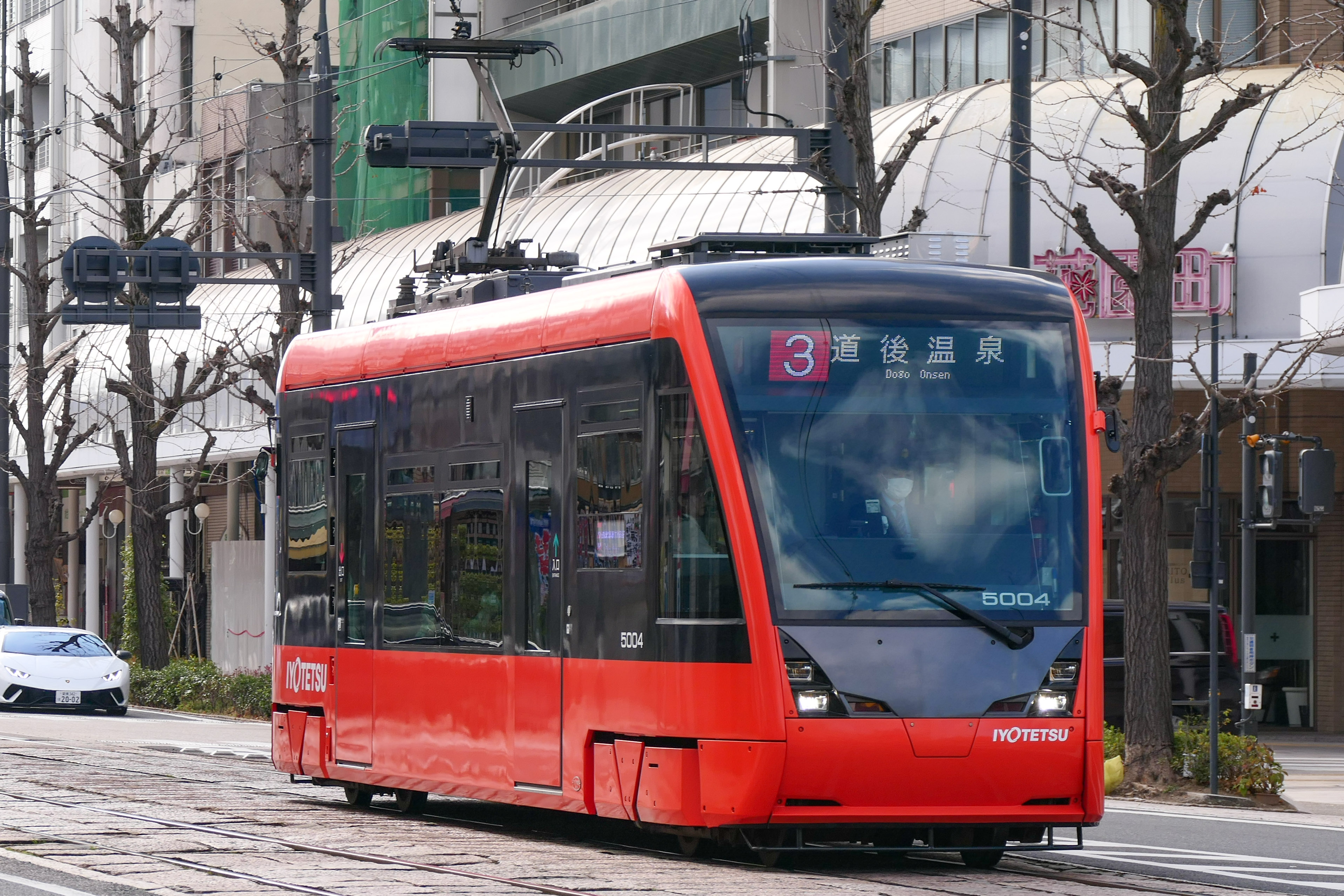
（攝於2020年11月）
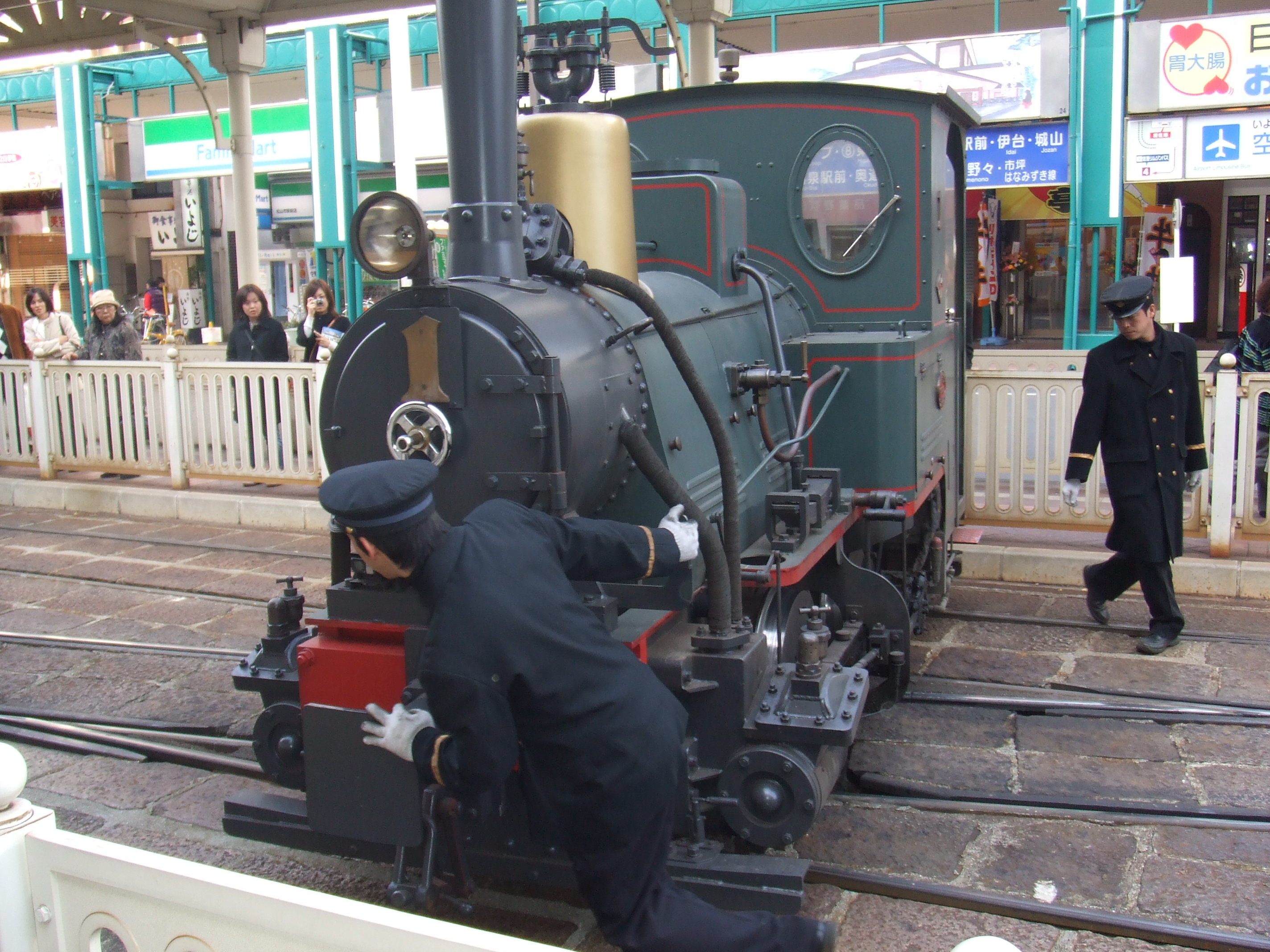
在松山市站進行方向轉換的少爺列車D1形機關車
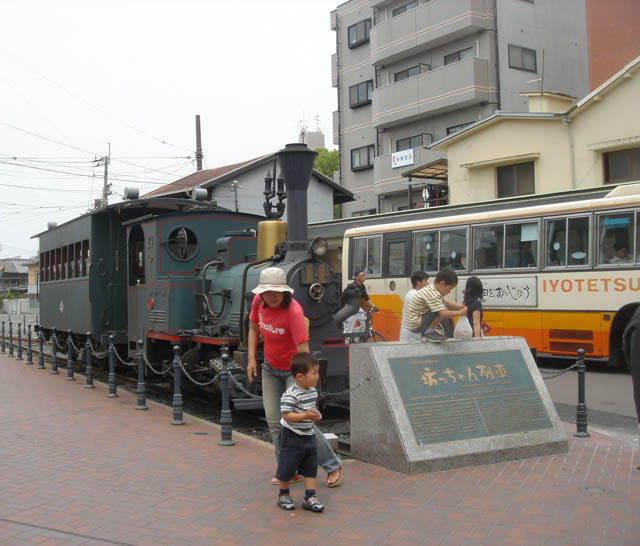
道後溫泉站前的少爺列車D2形機關車

### 鐵道線

#### 現役車輛
700系：10編成28輛（元京王5000系）
モハ720形 : 720・723～727
モハ710形 : 710・713～719
クハ760形 : 760・763～769
610系：2編成4輛
モハ610形 : 611・612
クハ660形 : 661・662
3000系：10編成30輛（元京王3000系）
クハ3500形 : 3501～3510
モハ3100形 : 3101～3110
クハ3300形 : 3301～3310

#### 已退役
100系（1984年引退）
モハ100形 : 101～106
モハ200形 : 201～206
モハ210形 : 212
クハ400形 : 401～406
110系（1994年引退）
モハ110形 : 111～115
クハ410形 : 411～413
120系（1989年引退）
モハ120形 : 121～125
クハ420形 : 421
130形（1988年～1991年引退）
モハ130形 : 131～136
510形（1988年引退）
サハ510形 : 511・512
530形（1991年引退）
サハ530形 : 531
300系（1989年引退）
モハ300形 : 301～304
サハ500形 : 501・502
600系（1995年引退）
モハ600形 : 601～603
800系　6編成18輛（元京王2010系，2010年引退）
モハ810形 : 811～816
クハ850形 : 851～856
モハ820形 : 821～826
DB-1形（1966年引退）
DB-1形（DB-1～DB-7）
甲1形（1954年引退）
甲1形（1～4）

## 車費
大人普通旅客收費如下（小孩是半票，但以10日圓為基本單位）。2014年4月1日因應提高銷售稅而作出票價調整。使用IC卡「IC 伊-Card」（ICい～カード）可獲九折優惠，單位以算至1日圓。
- 軌道線（松山市內線）

- 全線均一價、大人200日圓、小孩100日圓 (２０２３年１０月１日改定)
- 全線均一價、大人230日圓、小孩120日圓 IC卡票價 大人210日圓、小孩110日圓 (２０２４年１０月１日改定)

- 鐵道線

| 里程     | 現金收費（日圓） | IC卡收費（日圓） |
| 最初3km  | 160              | 144              |
| 4 - 5    | 210              | 189              |
| 6        | 260              | 234              |
| 7        | 300              | 270              |
| 8 - 9    | 360              | 324              |
| 10 - 11  | 410              | 369              |
| 12 - 13  | 470              | 423              |
| 14 - 15  | 520              | 468              |
| 16 - 17  | 570              | 513              |
| 18km以上 | 620              | 558              |

## 巴士事業

### 高速巴士
- 松山室町營業所・松山市站 ～ 新宿站西口
- 松山市駅 ～ 京都站八條口
- 八幡濱站・大洲・松山市站 ～ 桃山台站・新大阪站・梅田站
- 松山市駅 ～ 三之宮站
- 松山市駅・松山站 ～ 有城南・岡山站前・天滿屋巴士中心
- 松山市駅・松山站 ～ 瀨戶田PA ～ 因島・新尾道站（一部）・福山站
- 松山市駅・松山站 ～ 三島川之江IC ～ 德島站
- 松山市駅・松山站 ～ 高松站
- 松山市駅・松山站 ～ 三島川之江IC ～ 高知站

### 市內巴士・郊外巴士
伊予鐵道巴士，營業運轉途中之巴士，最近營業所巴士站有乘務員交換的時間。
| 路線编号  | 路線名                             | 起點                                       | 經由地                                                     | 終點                                       |
| --------- | ---------------------------------- | ------------------------------------------ | ---------------------------------------------------------- | ------------------------------------------ |
| (8)       | 8番線                              | JR松山車站前・松山市車站                   | 千舟町・新立・愛媛大学農学部前・東野・石手寺               | 道後溫泉車站前                             |
| (10)      | 10番線                             | 津田団地前・JR松山車站前                   | 松山市車站・大街道・湯渡町・短大前                         | 久米車站前                                 |
| (13)      | 拝志線                             | 松山市車站                                 | 大街道・立花車站前・椿前・森松・拝志農協前                 | 上林皿ヶ嶺登山口                           |
| (14)      | 丹波線                             | 松山市車站・森松                           | 大街道・立花車站前・椿前・森松                             | 丹波                                       |
| (15)      | 森松・砥部線                       | 松山市車站                                 | 千舟町・立花車站前・椿前・森松                             | 砥部動物園前・愛媛小孩的城                 |
| (18)      | 森松・砥部線                       | 松山市車站                                 | 大街道/千舟町・立花車站前・椿前                            | 森松・砥部焼伝統産業会館前・断層口・大岩橋 |
| (22)      | 森松・横河原線                     | 森松                                       | 南高井・四國癌症中心・東溫市公所・橫河原車站前・愛大醫院前 | 木地                                       |
| (31)      | 北伊予線                           | 松山市車站                                 | 済美高前・土橋・和泉・古川                                 | 北伊予車站前                               |
| (32)      | 市坪はなみずき線〈經由はなみずき〉 | 松山市車站                                 | 縣醫院前→拓川町→古川→和泉                                  | 松山市車站                                 |
| (33)      | 市坪はなみずき線〈經由市坪〉       | 松山市車站                                 | 和泉→古川→拓川町→縣醫院前                                  | 松山市車站                                 |
| (37/電聯) | 電車聯絡三津Loop                   | 太山寺                                     | 三津車站前→JR三津濱車站前→三本柳済生會醫院前→三津車站前    | 太山寺                                     |
| (50/電聯) | 電車聯絡余戸・今出Loop             | 余戸車站前                                 | 吉田口→Palty Fuji 垣生購物中心前→（一部：今出港）          | 余戸車站前                                 |
| (51)      | 松山中央公園線                     | 松山市車站                                 | 済美高前・愛媛朝日電視台前                                 | 坊っちゃん運動場・マドンナ運動場           |
| (52)      | 松山機場線                         | 奥道後・湯之山ニュータウン・道後溫泉車站前 | 大街道・松山市車站・JR松山車站前・松山斎院營業所口         | 松山機場                                   |
| (53)      | 松山機場線                         | 松山市車站                                 | JR松山車站前・松山斎院営業所口                             | 松山機場                                   |
| (56)      | 三津・吉田線                       | 松山市車站                                 | 済美高前・土橋・生石・鯛崎                                 | 吉田金比羅前・三津港                       |
| (62)      | 勝岡線                             | 松山市車站                                 | 市公所前・JR松山車站前・衣山車站前・JR和気車站前           | 勝岡東・駕駛執照中心                       |
| (66)      | 北条線                             | 松山市車站                                 | 市公所前・西堀端・本町・山越                               | ほりえうみてらす海の駅・北条               |
| (68)      | 立岩線                             | 北条車站前                                 | 中西                                                       | 小山田                                     |
| (68)      | 立岩線                             | 北条車站前                                 | 中西                                                       | 庄府                                       |
| (68)      | 立岩線                             | 北条車站前                                 | 難波                                                       | 井口橋                                     |
| (70)      | 五明線                             | 松山市車站                                 | 大街道・上一万・山田・道後平ニュータウン                   | 向陽第一公園前                             |
| (70)      | 五明線                             | 松山市車站                                 | 大街道・上一万・山田・道後平ニュータウン・伊台             | 城山                                       |
| (70)      | 五明線                             | 松山市車站                                 | 大街道・上一万・山田・伊台                                 | 野外活動中心                               |
| (71)      | 五明線                             | 松山市車站                                 | 大街道・新立・高柳・末・伊台                               | 神次郎                                     |
| (73)      | 河中線                             | 松山市車站                                 | 大街道・新立・高柳・末・奥道後                             | 米野野                                     |
| (76)      | 川内線                             | 松山市車站                                 | 大街道・新立・久米・平井・愛大醫院前・横河原・川内         | 櫻之湯・川内綠色城市上                     |
| (77)      | 川内線                             | 松山市車站                                 | 大街道・新立・久米・平井・横河原                           | 川内・櫻之湯                               |
| (90)      | 東西線                             | JR松山車站前                               | 本町六・愛媛大学前・東高前                                 | 道後温泉車站前                             |
| (92/南)   | 東南線                             | 松山市車站                                 | 縣醫病院前→天山町東→大街道                                 | 松山市車站                                 |
| (94)      | 平和通線                           | 古町車站前                                 | 綜合福祉中心・愛媛大学前・祝谷                             | 道後温泉車站前                             |
| (95/電聯) | 電車聯絡久米窪田線                 | 久米車站前                                 | 来住團地前→松山醫療指導醫院前→来住團地前                   | 久米車站前                                 |
| (96/電聯) | 電車聯絡梅本Loop                   | 梅本車站前                                 | 四國癌症中心→Fuji GRAND重信前→四國癌症中心                 | 梅本車站前                                 |
| 接駁車    | 高浜車站・松山觀光港 接駁公車      | 高浜車站                                   |                                                            | 松山觀光港                                 |
| 川内管内  | 松瀬川線                           | 横河原車站前                               | 川内                                                       | 松瀬川                                     |
| 川内管内  | 井内線                             | 横河原車站前                               | 川内・西谷学校前                                           | 井内北間                                   |
| 川内管内  | 河之内線                           | 東溫市公所・横河原車站前                   | 川内・河之内                                               | 白猪滝口                                   |
| 川内管内  | 海上線                             | 横河原車站前                               | 川内・落出                                                 | 海上                                       |

### 急行巴士
- (66) 北條～松山市車站（跳蛙式巴士・平日朝與晚）
- (18) 砥部→松山市車站（跳蛙式巴士・平日朝）

### 特急巴士
- (34) 松山市車站～伊予市～中山～内子～大洲～八幡浜港～三崎
- (80) JR松山車站～松山市車站～四國癌症中心～小松～西条～新居濱車站前

### 利木津巴士
- 道後溫泉車站前～JR松山車站前～松山機場（愛媛縣道18號、新空港通經由）
- 道後溫泉車站前～JR松山車站前～松山觀光港（國道437號、高濱隧道經由）

### 夜間巴士
- 大街道→北條
- 松山市站→砥部燒傳統產業會館前
- 松山市站→川內

### 過去存在的巴士路線
- 松山～高松（JR四國巴士共同運行）
- 松山～今治～大三島（現在は瀨戶內運輸運行）
- 堀江站～權現温泉
- (1) 松山市站～大街道～新立～久米站前～鷹之子
- (2) 古町站前～松山市站～立花站前
- (3) 松山市之～大街道～日赤病院前～鴨川團地前（潮見溫泉）
- (5) 津田團地前～JR松山站前～松山市駅～三番町～湯渡町～道後溫泉駅前
- (7) 津田團地前～JR松山站前～松山市駅～一番町～湯渡町～久米ファミリー溫泉
- (63) 松山市站→JR松山站前→宮西町（フジグラン松山前）→パルティフジ衣山→宮西町（フジグラン松山前）→JR松山站前→松山市站

## 關係企業
- 伊予鐵南予巴士（伊予鉄南予バス）
- 伊予鐵計程車（伊予鉄タクシー）
- 伊予鐵會館
- 伊予鐵不動產
- 伊予鐵汽車（伊予鉄オート）
- 伊予鐵高島屋
- 愛媛日野自動車
- 伊予鐵外燴服務（イヨテツケーターサービス）
- 伊予鐵トラベル（舊伊予鐵愛媛新聞觀光社）
- 株式會社e-カード - 同社之「ICい〜カード」（ICカード）事業運營設立。
- 石崎汽船 - 松山觀光港～廣島（フェリー・高速艇スーパージェット）・門司港（高速艇シーマックス）運航。
- 松山市站前地下街
- 松山空港大樓 （页面存档备份，存于）
- 松山總合開發
- 瀨戶內運輸

### 過去曾存在的關係企業
- 日尾開發：原本經營東道後家庭溫泉（東道後ファミリー溫泉），因設施老舊而停業拆除，2005年10月公司也隨之解散。
- 伊予鐵久萬巴士（伊予鉄久万バス）：2005年10月與伊予鐵南予巴士合併。
- 伊予鐵觀光開發：2006年10月時與伊予鐵不動產合併。

## 合作企業
- 伊予銀行
- 愛媛新聞社
- 日野自動車
- 四國電力
- 南海放送

## 外部連結
- 井上要(1932)：《伊予鉄電思ひ出はなし （页面存档备份，存于）》，伊豫鐵電社友會刊。收錄於國立國會圖書館近代數碼圖書館收藏。